# Riberas del Río Órbigo y afluentes
Riberas del Río Órbigo y afluentes este o arie protejată (arie specială de conservare — SAC, sit de importanță comunitară — SCI) din Spania întinsă pe o suprafață de 1.269,65 ha, integral pe uscat.

## Localizare
Centrul sitului Riberas del Río Órbigo y afluentes este situat la coordonatele 42°06′02″N 5°46′11″W / 42.1005°N 5.7697°V.

## Înființare
Situl Riberas del Río Órbigo y afluentes a fost declarat sit de importanță comunitară în august 2000 pentru a proteja 1 specie de plante și 11 specii de animale. Situl a fost protejat și ca arie specială de conservare în septembrie 2015.

## Biodiversitate
Situată în ecoregiunea mediteraneană, aria protejată conține 12 habitate naturale: Liziere de ierburi înalte hidrofile de câmpie și de nivel montan până la alpin, Formațiuni ierboase bogate în specii de Nardus, dezvoltate pe substraturi silicioase în zone montane (și în zone submontane, în Europa continentală), Pajiști umede atlantice temperate cu Erica ciliaris și Erica tetralix, Roci stâncoase cu vegetație pionieră de Sedo-Scleranthion sau Sedo albi-Veronicion dillenii, Mlaștini turboase de tranziție și turbării mișcătoare, Râuri mediteraneene cu debit permanent și vegetație de Glaucium flavum, Cursuri de apă de la nivel de câmpie la nivel montan, cu vegetație Ranunculion fluitantis și Callitricho-Batrachion, Galerii de Salix alba și de Populus alba, Râuri cu maluri nămoloase cu vegetație de Chenopodion rubri p.p. și Bidention p.p., Lacuri eutrofice naturale cu vegetație de tip Magnopotamion sau Hydrocharition, Păduri aluvionare cu Alnus glutinosa și Fraxinus excelsior (Alno-Padion, Alnion incanae, Salicion albae), Păduri de stejar galițio-portugheze cu Quercus robur și Quercus pyrenaica.
La baza desemnării sitului se află mai multe specii protejate:
- plante (1): Santolina semidentata
- amfibieni (1): Discoglossus galganoi
- mamifere (4): Galemys pyrenaicus, vidră de râu (Lutra lutra), liliac comun (Myotis myotis), liliacul mare cu potcoavă (Rhinolophus ferrumequinum)
- pești (4): Achondrostoma arcasii, Cobitis calderoni, Cobitis paludica, Pseudochondrostoma duriense
- reptile (2): țestoasa de baltă (Emys orbicularis), Lacerta schreiberi

Pe lângă speciile protejate, pe teritoriul sitului au mai fost identificate 1 specie de plante, 8 specii de amfibieni, 15 specii de mamifere, 1 specie de nevertebrate, 2 specii de pești.